# Tursun Kambarow
Tursun Kambarow (ros. Турсун Камбаров, ur. 1912, zm. w styczniu 1986) – radziecki działacz partyjny.

## Życiorys
Od 1939 w WKP(b), 1942-1945 sekretarz Komitetu Obwodowego Komunistycznej Partii (bolszewików) Uzbekistanu w Namanganie ds. kadr, 1945-1946 I sekretarz Komitetu Obwodowego KP(b)U w Namanganie. Od października 1946 do 1949 słuchacz Wyższej Szkoły Partyjnej przy KC WKP(b), 1949-1950 I sekretarz Karakałpackiego Komitetu Obwodowego KP(b)U, potem do kwietnia 1950 I sekretarz Komitetu Miejskiego KP(b)U w Samarkandzie. Od kwietnia 1950 do marca 1954 I sekretarz Komitetu Obwodowego KP(b)U/KPU w Samarkandzie, od marca 1954 do lutego 1962 I sekretarz Komitetu Obwodowego KPU w Ferganie, później szef Obwodowego Zarządu Gospodarki Komunalnej w Ferganie.